# Méridastruikgors
De méridastruikgors (Atlapetes meridae) is een zangvogel uit de familie Passerellidae (Amerikaanse gorzen).

## Verspreiding en leefgebied
Deze soort is endemisch in het noordwesten van Venezuela.